# Instituto Nacional de Bellas Artes y Literatura
El Instituto Nacional de Bellas Artes y Literatura (INBAL) es un organismo desconcentrado del Estado, destinado a la promoción de la producción artística, la difusión de las artes y la literatura, así como, la educación artística. Dependiente de la Secretaría de Cultura de México, se creó en 1946 bajo el nombre de Instituto Nacional de Bellas Artes, durante la administración de Miguel Alemán Valdés 

## Historia institucional
En sus inicios fue una dependencia de la Secretaría de Educación Pública que tuvo diversos nombres (hasta fines de 1946, Dirección General de Educación Extraescolar y Estética; anteriormente, Departamento de Bellas Artes).
A principios de 1946 la Comisión Cultural del Comité Nacional Alemanista formuló el plan de Bellas Artes, cuando Alemán era candidato a la Presidencia de la República. De esta manera se fundieron varios artículos: "Bellas Artes", "El Instituto Nacional de Bellas Artes", "La Ley de Bellas Artes y Creación Nacional".
El entonces candidato a la Presidencia, Miguel Alemán consideró el asunto de bellas artes primordial para la cultura nacional en su campaña presidencial. Se elaboró un plan de Bellas Artes, fechado el 1 de julio de 1946, que constaba de las siguientes partes:
- Consideraciones Generales
- Proyecto de Ley Orgánica del Instituto Nacional de Bellas Artes
- Esquema de organización funcional del Instituto
- Proyecto de construcción de edificios de Bellas Artes
- Proyecto general de presupuesto, que fue aprobado por el candidato siendo ya presidente electo.

El 31 de diciembre de 1946 se publicó en el Diario Oficial de la Federación, el decreto que expide la Ley del Instituto Nacional de Bellas Artes y Literatura. Las actividades del Instituto comenzaron en 1950. 
En 1988, el  ( INBAL) se incorporó al Consejo Nacional para la Cultura y las Artes (CONACULTA), y en 2015 a la Secretaría de Cultura.

### Organización

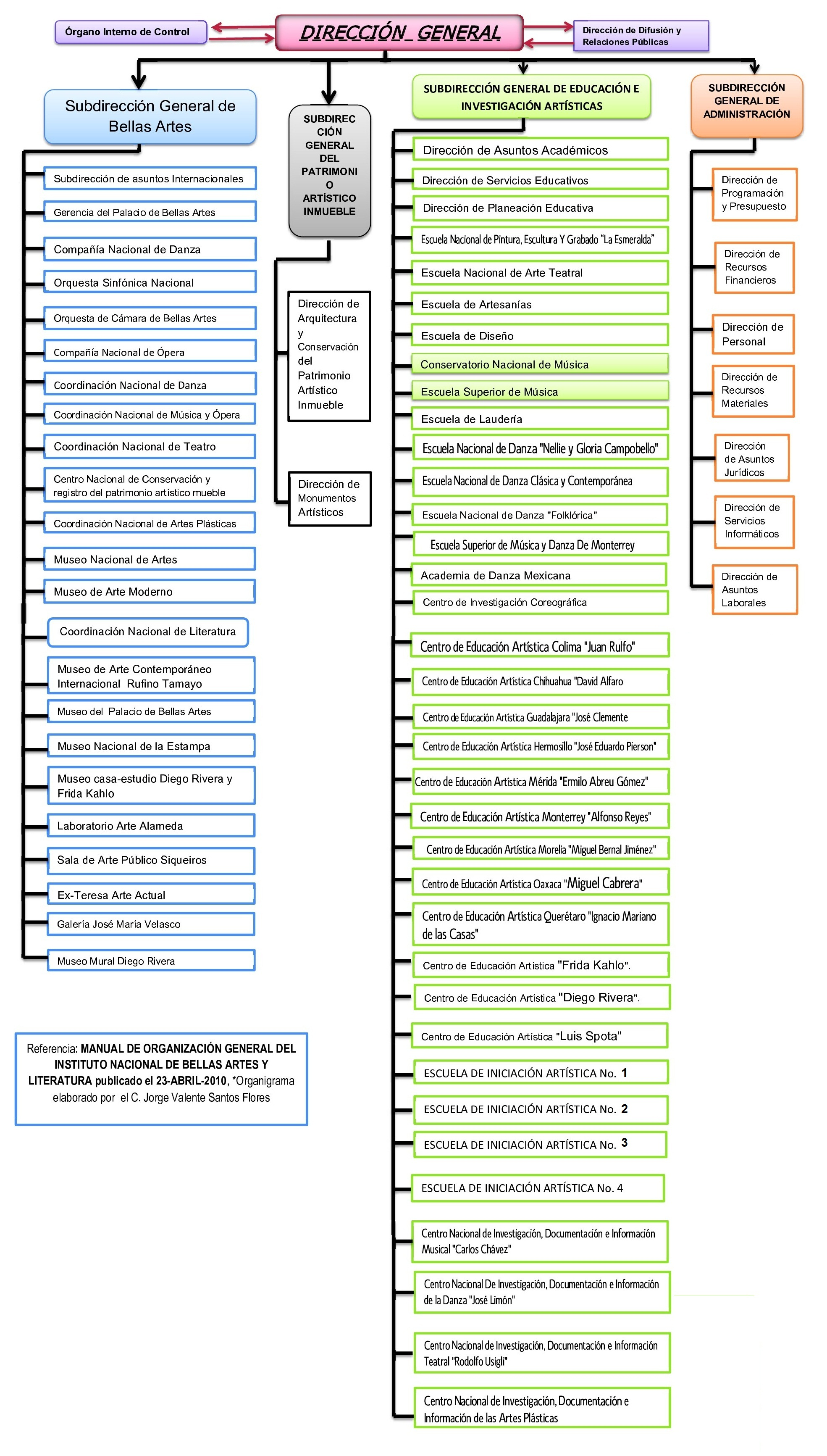
Estructura orgánica del INBA

| Directores                         | Periodo     |
| ---------------------------------- | ----------- |
| Carlos Chávez                      | 1946 - 1952 |
| Andrés Iduarte                     | 1952 - 1953 |
| Miguel Álvarez Acosta              | 1954 - 1958 |
| Celestino Gorostiza                | 1958 - 1964 |
| José Luis Martínez Rodríguez       | 1964 - 1970 |
| Miguel Bueno González              | 1970 - 1971 |
| Luis Ortiz Macedo                  | 1972 - 1974 |
| Sergio Galindo                     | 1974 - 1978 |
| Juan José Bremer                   | 1977 - 1982 |
| Javier Barros Valero               | 1982 - 1986 |
| Manuel de la Cera Alonso           | 1987 - 1988 |
| Víctor Sandoval de León            | 1989 - 1991 |
| Rafael Tovar y de Teresa           | 1991 - 1992 |
| Gerardo Estrada Rodríguez          | 1992 - 2000 |
| Ignacio Toscano                    | 2001        |
| Saúl Juárez Vega                   | 2001 - 2006 |
| María Teresa Franco González Salas | 2006 - 2009 |
| Teresa Vicencio Álvarez            | 2009 - 2012 |
| María Cristina García Cepeda       | 2012 - 2017 |
| Lidia Camacho Camacho              | 2017 - 2018 |
| Lucina Jiménez                     | 2018 - 2024 |
| Alejandra de la Paz Nájera         | 2024 -      |

## Subdirección de Educación e Investigación Artística
En México, el INBAL es una de las instituciones dedicadas a propiciar e impulsar la formación de nuevos profesionales en el quehacer artístico, mediante las 29 escuelas adscritas desde niveles de iniciación hasta postgrado, que cubren la formación en las siguientes disciplinas: danza, teatro, música y las artes plásticas y visuales, en 29 escuelas y 4 centros nacionales de investigación en 10 entidades federativas. Para este fin, cuenta con:
- 13 escuelas profesionales
- 12 bachilleratos de arte
- 4 escuelas de iniciación artística
- 4 centros nacionales de investigación

### Centros Nacionales de Investigación, Documentación e Información
- Centro Nacional de Investigación, Documentación de Información de Artes Plásticas (CENIDIAP)[10]
- Centro Nacional de Investigación, Documentación de Información Musical "Carlos Chávez" (CENIDIM)[11]
- Centro Nacional de Investigación, Documentación de Información Teatral "Rodolfo Usigli" (CITRU)[12]
- Centro Nacional de Investigación, Documentación de Información de la Danza José Limón (CENIDID)[13]
- Centro de Documentación Literaria Casa Leona Vicario

En los centros nacionales de investigación, documentación e información teatral, se resguarda y organiza el patrimonio documental artístico mexicano de cada una de las expresiones artísticas, reflexiona en torno a temas de la especialidad y lleva a cabo procesos de investigación.

### Centros de Educación Artística
Hay 12 Centros de Educación Artística (CEDART), tres de ellos ubicados en Ciudad de México; los demás, en los diferentes estados:
- CEDART Diego Rivera, Ciudad de México
- CEDART Luis Spota Saavedra, Ciudad de México
- CEDART Frida Kahlo, Ciudad de México
- CEDART Colima "Juan Rulfo"
- CEDART Chihuahua "David Alfaro Siqueiros"
- CEDART Guadalajara "José Clemente Orozco"
- CEDART Hermosillo "José Eduardo Pierson"
- CEDART Mérida "Ermilo Abreu Gómez"
- CEDART Monterrey "Alfonso Reyes"
- CEDART Morelia "Miguel Bernal Jiménez"
- CEDART Oaxaca "Miguel Cabrera"
- CEDART Querétaro "Ignacio Mariano de las Casas"

Su oferta académica consta de:
- Secundaria en Arte

Secundaria de Arte Integral (Danza, Artes Plásticas, Teatro y Música).
Se une con la currícula general de Nivel Secundaria Educación Media Básica.
- Bachillerato de Arte

Su modelo educativo conjunta la formación del bachillerato general, la Educación Media Superior, con las materias correspondientes al área artística. Tiene un carácter propedéutico, que proporciona las bases y los conocimientos necesarios para continuar con estudios de nivel superior, tanto en el campo de las artes como en las ciencias sociales y las humanidades. Este bachillerato también ofrece los fundamentos básicos de la danza, la música, el teatro y las artes plásticas, que lo cual lo diferencian de cualquier otro servicio educativo, aunque no se propone exclusivamente la formación inicial de artistas, sino la educación en la cultura artística.

### Escuelas de Iniciación Artística
Fundadas a principio del siglo XX, las Escuelas de Iniciación Artística (EIA) comenzaron como talleres abiertos a todo público, con obreros y campesinos como principales asistentes. Con la estructuración del INBAL a mediados de siglo, fueron absorbidas por el organismo ofreciendo el estudio, praxis y ejercicio a nivel técnico de las carreras en Artes plásticas, Música, Teatro y Danza (clásica, contemporánea y folclórica). La enseñanza cubre todas las  categorías de edad (infantil, juvenil y adulto) para que los alumnos desarrollen sus capacidades creativas a través de estas disciplinas artísticas.
- Escuela de Iniciación Artística n.º 1
- Escuela de Iniciación Artística n.º 2
- Escuela de Iniciación Artística n.º 3
- Escuela de Iniciación Artística n.º 4

### Academia de la Danza Mexicana

#### Oferta educativa
- Licenciatura en Danza Clásica.
- Licenciatura en Danza Contemporánea.
- Licenciatura en Danza Popular.
- Licenciatura en Opción Multidisciplinaria.

#### Educación convencional
- Primaria General SEP (5.º y 6.º grado)
- Secundaria General SEP
- Bachillerato General de la SEP

### Escuela Nacional de Danza Folklórica
La escuela se formó en el año de 1978, como parte del Sistema Nacional para la Enseñanza Profesional de la Danza (SNEPD). Tiene como propósito el estudio de la danza tradicional, para la conservación y enriquecimiento de la cultura nacional.
Desde 2006, la Escuela Nacional de Danza Folklórica del INBAL imparte la Licenciatura en Danza Folklórica. En su modelo de estudio se integran la creación coreográfica, la enseñanza, la gestión cultural y la escenificación.

#### Oferta educativa
- Licenciatura en Danza Folklórica

El objetivo de esta licenciatura es desarrollar personas con aptitudes para la danza folklórica, y que logren habilidades para la creación, interpretación, la enseñanza y su difusión con un buen manejo conceptual, coreológico y metodológico en todos los campos.

### Escuela Nacional de Danza "Nellie y Gloria Campobello"

#### Oferta educativa
- Licenciatura en Educación Dancística con orientación en Danza Contemporánea
- Licenciatura en Educación Dancística con orientación en Danza Española
- Licenciatura en Educación Dancística con orientación en Danza Folklórica

### Escuela de Artesanías
La Escuela de Artesanías forma parte de las escuelas profesionales del Instituto Nacional de Bellas Artes y Literatura. Es la única a nivel nacional en formar creadores de obra, en las áreas de cerámica, ebanistería, esmaltes, estampado, joyería y orfebrería, metales, textiles y vitrales.

### Escuela de Diseño

#### Oferta educativa
- Licenciado en Diseño
- Especialidad en Creatividad y Estrategia Publicitaria
- Especialidad en Diseño Textil
- Especialidad en Diseño Multimedia
- Especialidad en Diseño Editorial
- Maestría en Creatividad para el Diseño
- Maestría en Teoría y Crítica del Diseño

### Escuela Nacional de Pintura, Escultura y Grabado "La Esmeralda"
La ENPEG tiene como propósito formar profesionales capaces de generar conocimiento visual. Esto se logra a través del manejo de los lenguajes y técnicas que sustentan la producción de la obra plástica y visual en sus diferentes vertientes.

#### Oferta educativa
Licenciatura en Artes Plásticas y Visuales

### Escuela de Laudería

#### Oferta educativa
En la Escuela de Laudería se forman lauderos de alto nivel profesional capaces de construir, reparar y restaurar instrumentos musicales de cuerda frotada, con base en conocimientos técnicos, artísticos y científicos; lo que les posibilita contribuir a la conservación del patrimonio cultural que representan los instrumentos musicales antiguos y de factura reciente.
- Licenciatura en Laudería

### Conservatorio Nacional de Música

#### Oferta educativa
El Conservatorio Nacional de Música (CNM) es la institución más importante de educación musical de México. Forma profesionales de la música de concierto a nivel licenciatura en las áreas de creación, docencia, ejecución e investigación.
Las carreras que ofrece el CNM tienen una duración variable entre los 7 y los 10 años. El CNM no ofrece cursos ni materias aisladas.

##### Sector infantil
- Arpa
- Guitarra
- Flauta
- Clarinete
- Percusiones
- Piano
- Violín
- Violonchelo

##### Licenciatura con salidas laterales de Técnico profesional y de Profesional Asociado en
- Arpa
- Canto
- Clarinete
- Clavecín
- Contrabajo
- Corno francés
- Fagot
- Flauta transversa
- Guitarra
- Oboe
- Órgano
- Percusiones
- Piano
- Saxofón
- Trombón
- Trompeta
- Tuba
- Viola
- Violín
- Violonchelo

##### Licenciatura
- Composición
- Educación Musical
- Dirección de Orquesta
- Dirección Coral
- Musicología

### Escuela Superior de Música

#### Oferta educativa

##### Nivel Básico
- Arpa
- Clarinete
- Clavecín
- Contrabajo
- Corno francés
- Flauta transversa
- Guitarra
- Percusiones
- Piano
- Saxofón
- Trompeta
- Trombón
- Viola
- Violín
- Violonchelo

##### Medio Superior
- Arpa
- Batería
- Canto y scat
- Clarinete
- Clavecín
- Composición
- Contrabajo
- Corno francés
- Fagot
- Flauta de pico
- Flauta transversa
- Flauta transversa barroca
- Guitarra
- Oboe
- Percusiones
- Piano
- Saxofón
- Trombón
- Trompeta
- Tuba
- Técnico en afinación y reparación de pianos
- Viola
- Violonchelo
- Violín
- Violín
- Órgano

Género: Clásico y Jazz

##### Licenciaturas en Género Clásico: Licenciaturas en Jazz
- Arpa
- Canto operístico
- Clarinete
- Clavecín
- Composición
- Contrabajo
- Corno francés
- Dirección de orquesta
- Fagot
- Flauta de pico
- Flauta transversa
- Flauta transversa barroca
- Guitarra
- Oboe
- Órgano
- Percusiones
- Piano
- Trombón
- Trompeta
- Tuba
- Viola
- Violonchelo
- Violín

Género: Clásico y Jazz

### Escuela Nacional de Arte Teatral

#### Oferta educativa
La ENAT tiene anualmente una importante demanda por lo que existe un proceso de selección de alumnos de nuevo ingreso. Este proceso, riguroso, pretende asegurar que los aspirantes aceptados tengan un conocimiento amplio de las implicaciones que reviste el ingreso a esta institución y que su interés corresponda a una intención real de desarrollo profesional.

##### Licenciatura
- Licenciatura en Actuación (Plan 1994)
- Licenciatura en Escenografía (Plan 1994)

### Escuela Nacional de Danza Clásica y Contemporánea

#### Oferta educativa
- Licenciatura en Danza Clásica
- Bailarín en Danza Clásica (con opción a la salida de técnico profesional o técnico superior universitario)
- Docente en Danza Clásica
- Licenciatura en Danza Clásica (Plan especial para varones)
- Bailarín en Danza Clásica (con opción a la salida de técnico superior universitario)
- Docente en Danza Clásica
- Licenciatura en Danza Contemporánea
- Licenciatura en Coreografía

### Centro de Investigación Coreográfica
Fundado en 1976 como el Centro Superior de Coreografía (Cesuco) por la maestra Lin Durán, con el objetivo de brindar formación a bailarinas y bailarines interesados en la creación coreográfica; en 1983 se transformó en el CICO.

#### Oferta educativa
Especialidad en Creación Dancística. El CICO es un centro de investigación en donde la formación se da a través de la creatividad y la experimentación coreográfica, el plan de estudios se ha estructurado a partir de cuatro áreas de formación, la coreográfica la corporal, la musical y la estético musical. A partir del ciclo escolar 2024-2025, el CICO ofrece la Licenciatura en Creación-Investigación Dancística.

## Subdirección General de Bellas Artes

### Museos
- Museo Nacional de Arte
- Museo de Arte Moderno
- Museo Palacio de Bellas Artes
- Museo Nacional de la Estampa
- Museo Casa Estudio Diego Rivera y Frida Kahlo
- Laboratorio Arte Alameda
- Sala de Arte Público Siqueiros
- Ex-Teresa Arte Actual
- Galería José María Velasco
- Museo Mural Diego Rivera
- Museo Nacional de Arquitectura
- Museo de Arte de Ciudad Juárez
- Museo Tamayo

### Compañías artísticas
- Compañía Nacional de Danza
- Compañía Nacional de Ópera
- Compañía Nacional de Teatro
- Orquesta Sinfónica Nacional
- Orquesta de Cámara de Bellas Artes